# Satyria
Satyria ist eine Gattung aus der Familie der Heidekrautgewächse (Ericaceae). Das Verbreitungsgebiet liegt in Lateinamerika und reicht vom Süden Mexikos bis nach Bolivien.

## Beschreibung
Die Arten der Gattung Satyria sind epiphytisch oder am Boden wachsende Sträucher. Die Blütenstände sind traubig bis büschelig und häufig astblütig. Der freie Teil des Blütenkelchs über dem Fruchtknoten ist aufgeweitet bis ausgebreitet und selten länger als die Kelchröhre. Es werden selten drei oder vier meist fünf Kelchlappen gebildet. Die Blütenkrone ist ab 0,7, meist jedoch etwa 1 Zentimeter lang, zylindrisch bis leicht aufgeweitet oder selten rundlich-krugförmig. Sie ist selten bis zu einem Drittel der Länge gelappt. Die Staubblätter erreichen eine Länge von bis zu einem Drittel der Blütenkrone, die Staubfäden sind kurz und verwachsen, die Staubbeutel zweigestaltig. Die Theken sind mehr oder weniger verholzt und fein warzig bis glatt. Die an den Staubbeutel hängenden Tubuli (Röhrchen) sind etwa so lang wie oder länger als die Theken. Tubuli an den längeren Staubbeuteln sind am Ende oft aufgeweitet und zeigen eingebogene und bunte Spitzen mit latrors gelegenen Poren. Tubuli an den kürzeren Staubbeuteln weiten sich meist nicht auf und zeigen introrse Poren. Die Früchte sind dunkel schwarzblau.
Die Chromosomengrundzahl beträgt n = 24.

## Verbreitung und Ökologie
Das natürliche Verbreitungsgebiet der Gattung reicht vom Süden Mexikos bis nach Bolivien und nach Osten bis Französisch-Guayana. Die Arten wachsen in tiefliegenden tropischen Regenwäldern bis in den Nebelwald.

## Systematik und Forschungsgeschichte

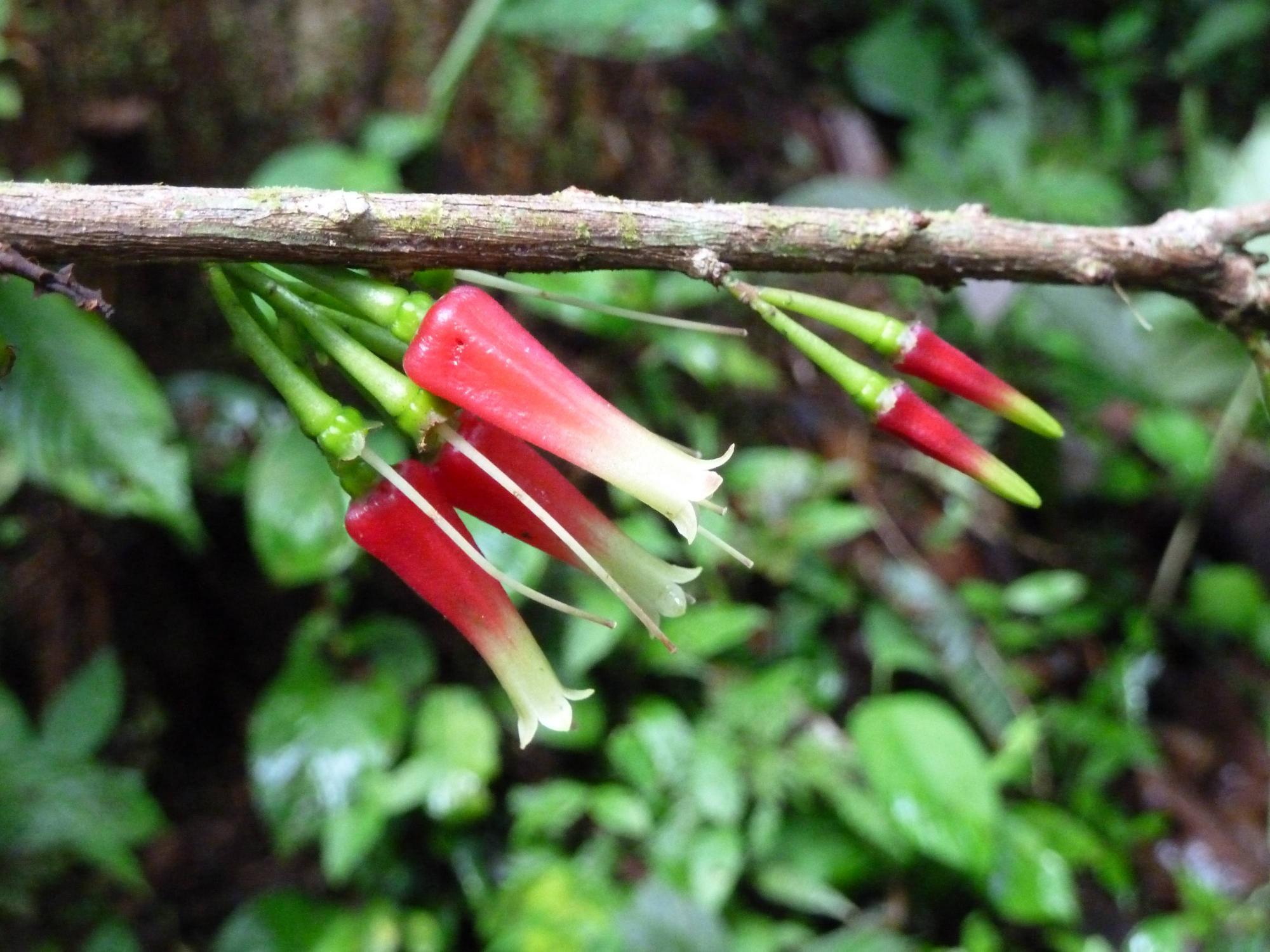
Satyria panurensis

Satyria ist eine Gattung aus der Familie der Heidekrautgewächse (Ericaceae), in der sie der Unterfamilie Vaccinioideae, Tribus Vaccinieae zugeordnet ist. Die Gattung wurde 1851 von Johann Friedrich Klotzsch in Linnaea Band 24 (1), S. 21 aufgestellt.
Der Gattung Satyria werden etwa 25 Arten zugerechnet:
- Satyria allenii A.C.Sm.: Costa Rica bis Panama.[5]
- Satyria arborea A.C.Sm.: Kolumbien.[5]
- Satyria boliviana Luteyn: Westliches und zentrales Bolivien.[5]
- Satyria bracteolosa A.C.Sm.: Westliches Kolumbien.[5]
- Satyria breviflora Hoerold: Kolumbien.[5]
- Satyria carnosiflora Lanj.: Venezuela, Guayana und Suriname.[5]
- Satyria cerander (Dunal) A.C.Sm.: Französisch-Guayana und nördliches Brasilien.[5]
- Satyria dolichantha A.C.Sm.: Kolumbien.[5]
- Satyria grandifolia Hoerold: Kolumbien und Ecuador.[5]
- Satyria latifolia A.C.Sm.: Kolumbien.[5]
- Satyria leptantha A.C.Sm.: Westliches Kolumbien.[5]
- Satyria leucostoma Sleumer: Ecuador.[5]
- Satyria meiantha Donn.Sm.: Mexiko bis Costa Rica.[5]
- Satyria minutiflora A.C.Sm.: Westliches Kolumbien.[5]
- Satyria neglecta A.C. Sm.: Westliches Bolivien.[5]
- Satyria nitida A.C.Sm.: Venezuela.[5]
- Satyria panurensis (Benth. ex Meisn.) Benth. & Hook.f. ex Nied. (Syn.: Satyria elongata A.C.Sm.): Sie kommt in Mexiko, Nicaragua, Costa Rica, Panama, Kolumbien, Ecuador, Peru, Guayana und Venezuela vor.[2]
- Satyria pilosa A.C.Sm.: Kolumbien.[5]
- Satyria polyantha A.C.Sm.: Peru.[5]
- Satyria toroi A.C.Sm.: Nordwestliches Kolumbien.[5]
- Satyria vargasii A.C.Sm.: Peru.[5]
- Satyria ventricosa Luteyn: Panama.[5]
- Satyria warszewiczii Klotzsch: Mexiko bis Panama.[5]